# Metallurgiehandel
Der VE AHB Metallurgiehandel GmbH war ein sogenannter Plan-Außenhandelsbetrieb (AHB) der DDR und als solcher dem Ministerium für Außenhandel unterstellt. Kontakte in das Ausland oder auf Messen wurden nicht durch die herstellenden Unternehmen, sondern durch die Außenhandelsbetriebe vorgenommen. Seit 1983 erhielt der VE AHB Metallurgiehandel vom Bereich Kommerzielle Koordinierung (KoKo) staatliche Auflagen zur Erwirtschaftung außerplanmäßiger Valutaeinnahmen aus dem Nichtsozialistischen Wirtschaftsgebiet (NSW). Der Umsatz lag bei bis zu 32 Milliarden Ost-Mark. Zeitweise wurden über 500 Millionen Valuta pro Jahr erwirtschaftet.

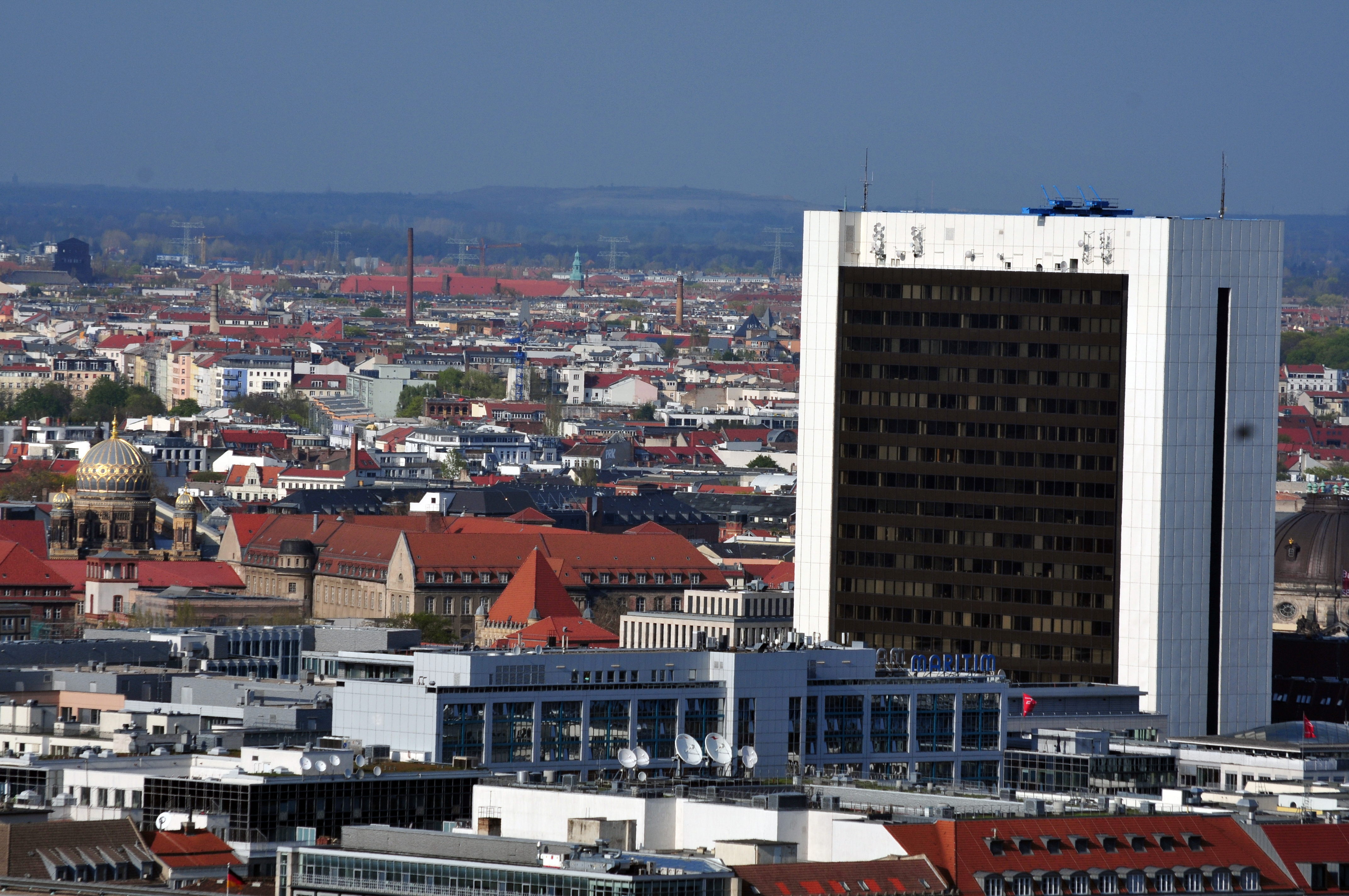
Das IHZ war Sitz des AHB Metallurgiehandel.

## Unternehmensangaben
Die Gründung erfolgte am 1. Januar 1969. Das Unternehmen hatte seinen Sitz im Internationalen Handelszentrum in der Friedrichstraße. Ein weiterer Hauptsitz war in der Brunnenstraße 188–190. Die Firma war im Handelsregister AG Berlin-Charlottenburg unter HRB 35204 registriert.
Eine genaue Zuordnung des VE AHB Metallurgiehandel zum Bereich KoKo ist nach derzeitiger Aktenlage nicht möglich. Jedoch unterstand die Abteilung Koordinierungshandel des VE AHB Metallurgiehandel dem Bereich KoKo (Abteilung Firmen) und arbeitete weitgehend selbständig. 
Letzter Generaldirektor war Peter Welzel, der das Unternehmen seit 1984 führte und davor stellvertretender Generaldirektor war. Davor leitete es Georg Süptitz. Von 1970 bis 1972 war Günther Severin Generaldirektor.

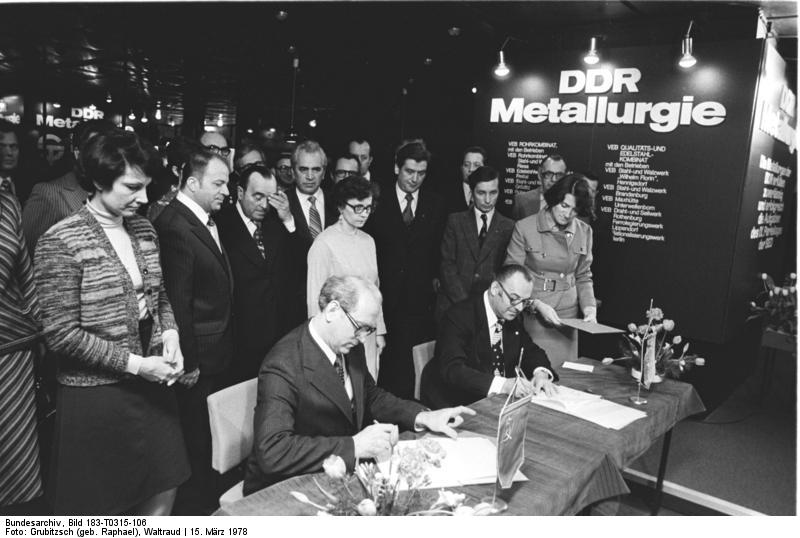
Vertragsabschlüsse wurden meist öffentlichkeitswirksam auf der Leipziger Messe abgeschlossen. Hier 1978 durch den damaligen Generaldirektor Georg Süptitz, vorne rechts.

## Zweck
Dem Unternehmen kam in der DDR die wichtige Rolle zu, Rohstoffe insbesondere zur Stahlerzeugung zu kaufen und die Erzeugnisse der Schwermaschinenindustrie zu vermarkten. Trotz der Rohstoffarmut gab es zahlreiche Kombinate, die einen hohen Bedarf an Erzen und Stahl hatten. Das Unternehmen belieferte u. a. EKO Stahl, SKET, Kombinat Schiffbau, aber auch den Palast der Republik.
Das Handelsunternehmen mit mehr als 3.400 Mitarbeitern hatte 1989 einen Jahresumsatz von 34 Milliarden Mark Ost und war eines der weltweit größten Stahlhandelsunternehmen. So kaufte die Firma auf dem Weltmarkt die Rohstoffe für die Stahlwerke der DDR und verkaufte die erzeugten Stahlprodukte auch in den Westen. Es erwirtschaftete dabei einen Devisenüberschuss von 500 Millionen Mark-West.

## Beteiligungen
Zuletzt hielt das Unternehmen u. a. folgende Beteiligungen:
- Zentral-Kommerz Gesellschaft für internationalen Handel mbH 20 % (1962–1977)
- Intrac Handelsgesellschaft mbH Stand 31. Dezember 1989: 4,9 %
- Deutsche Handelsbank 14,06 %
- als DDR-Treuhänder der gemischten Gesellschaften: 
  - Eumit SPA, Turin 30,6 %
  - Union Europeenne Metallurgique S.A., Brüssel (Euro-Union S.A.) 50 %
  - Charlemetal S.A., Brüssel 50 %
  - Trafer S.A., Brüssel 50 %
  - Euro-Union-Metal France S.A., Paris 50 %[7]

## Geschäftsbeziehungen zu westdeutschen Unternehmen
Der VEB Metallurgiehandel unterhielt im Rahmen des Innerdeutschen Handels Geschäftsbeziehungen zu
- Salzgitter AG
- Thyssen-Handelsunion

Nach der Wende ging der Metallurgiehandel 1990 in den Besitz der Treuhandanstalt über. Die Thyssen AG gründete mit dem Metallurgiehandel ein gemeinsames Unternehmen und hatte dadurch Zugriff auf das „Wissen und die Geschäftskontakte der Firma Metallurgiehandel im Ausland“.